# Anna Heinemann
Anna Heinemann, geb. Anna Wertheimer, (* 5. August 1869 in Bielefeld; † 14. November 1938 in Essen) war eine deutsche Schriftstellerin.

## Leben

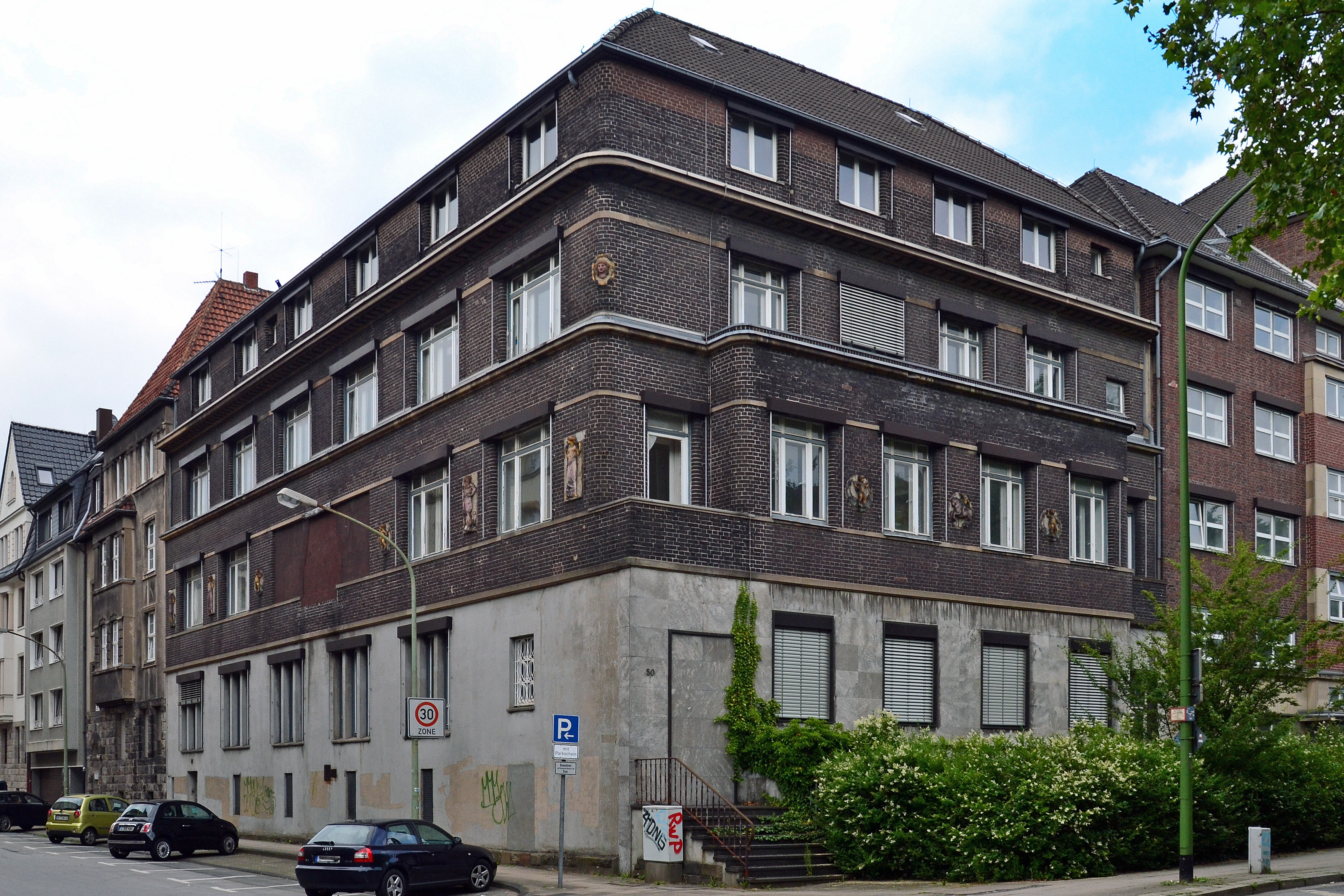
Das ehemalige Bürogebäude Salomon Heinemanns

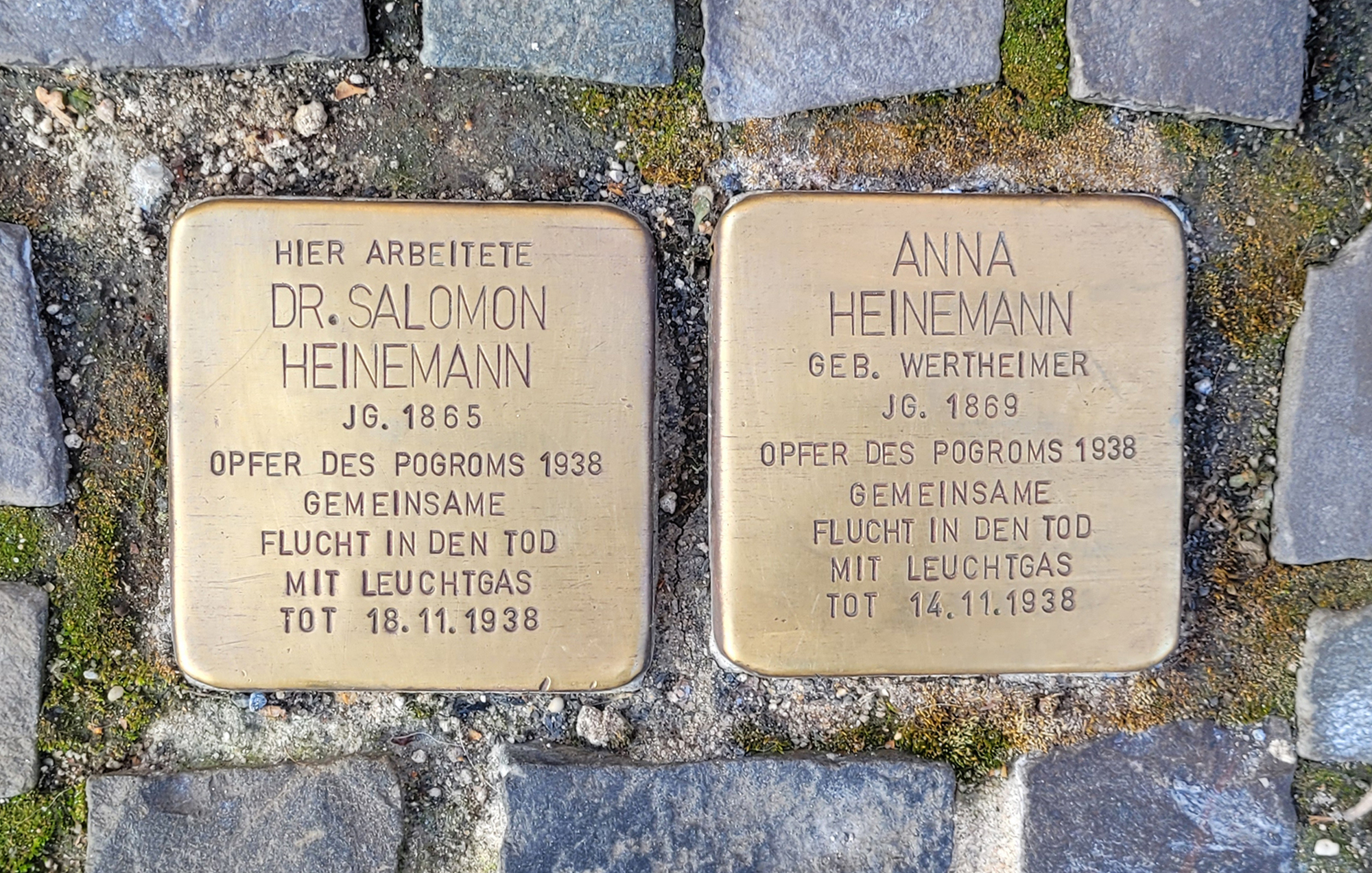
Stolpersteine der Eheleute Salomon und Anna Heinemann

Anna Wertheimer war das vierte von sechs Kindern des jüdischen Seidenfabrikanten Joseph Wertheimer und dessen Ehefrau Jenny Wertheimer geb. Michaelson. Die Familie Wertheimer stammte aus Peine und hatte sich 1839 in Bielefeld angesiedelt; Joseph Wertheimer war einer der Gründer und Förderer des Kunstvereins in Bielefeld.
Anna Wertheimer besuchte die liberale städtische Töchterschule in Bielefeld. Im März 1893 verlobte sie sich mit Salomon Heinemann aus Essen, der damals als Gerichtsassessor in Bielefeld tätig war. Am 11. März 1894 heiratete das Paar in Bielefeld, nachdem Salomon Heinemann in Leipzig zum Dr. jur. promoviert hatte und beim Landgericht Essen als Rechtsanwalt zugelassen worden war. Da seine Eltern bereits verstorben waren, bezog er mit seiner jungen Frau sein Elternhaus, II. Hagenstraße 25. Mindestens bis 1908 lebten Anna und Salomon Heinemann in diesem Haus; spätestens ab 1912 in dem neu gebauten Haus Haumannplatz 1. Salomon Heinemann etablierte sich als Rechtsanwalt und Notar in Essen.
Die Ehe blieb kinderlos; Anna Heinemann beschäftigte sich aber viel mit den Kindern ihrer Verwandten – eine Tochter ihrer älteren Schwester Tony, die als Ehefrau des Arztes Adolf Blumenfeld ebenfalls in Essen lebte, war nach ihr benannt – und galt als „Märchentante“, die nicht nur spannend erzählen konnte, sondern bei Kindergesellschaften auch ganze Theaterstücke nach Märchenmotiven aufführen ließ. Die Texte dieser Theaterstücke wurden veröffentlicht; Kurt Levy illustrierte die Ausgabe von 1932, in der auch Skizzen und Gedichte Anna Heinemanns enthalten sind.
In etlichen Versen Anna Heinemanns finden sich Vorahnungen und Ängste vor der Zukunft; dennoch unternahm das bereits betagte Ehepaar Heinemann während der Zeit des Nationalsozialismus keinen Versuch zur Emigration. In der Reichspogromnacht wurde das Wohnhaus des Ehepaars Heinemann überfallen und verwüstet. Die Kunstsammlung des Ehepaars, die der Stadt Essen zugedacht gewesen war, fiel dem Vandalismus der Eindringlinge ebenso zum Opfer wie die Inneneinrichtung. Anna und Salomon Heinemann waren offenbar in dieser Nacht nicht im Haus, stellten die Zerstörung der expressionistischen Kunstwerke, die die Stadt hätte erhalten sollen, und ihrer Wohnstatt bei ihrer Rückkehr fest und beschlossen daraufhin, gemeinsam aus dem Leben zu scheiden. Anna Heinemann starb am 14. November 1938 im Krankenhaus Huyssenstift an den Folgen der Leuchtgasvergiftung, die sie sich beigebracht hatten; ihr Ehemann zwei Tage später. Offenbar hätten Rettungsversuche noch erfolgreich verlaufen können, doch Anna Heinemanns Bruder Eduard Wertheimer in Bielefeld, der als letzter ihrer Verwandten noch in Deutschland lebte, lehnte solche Versuche im Sinne seiner Schwester und seines Schwagers ab. Er nahm sich vier Jahre später auf die gleiche Weise das Leben, als ihm die Deportation drohte.
Anna und Salomon Heinemann wurden auf dem jüdischen Friedhof in Essen-Segeroth bestattet, wo auch Salomon Heinemanns Eltern begraben liegen.
An Anna und Salomon Heinemann erinnern zwei Stolpersteine vor dem Haus Zweigertstraße 50 in Essen. Dort hatte Salomon Heinemann seine Kanzlei betrieben. Heinemann wurde 1913 mit dem Ehrentitel Justizrat ausgezeichnet und vertrat unter anderem das Rheinisch-Westfälische Kohlen-Syndikat (RWKS) sowie weitere bedeutende Unternehmen und Institutionen des Ruhrgebiets. 1933 hatte er seine Berufstätigkeit aufgeben müssen. Sein 1913–1914 errichtetes Bürogebäude an der Zweigertstraße, vor dem die Stolpersteine verlegt sind, gilt als Beispiel der Reformarchitektur.